# Macy Ilema
Macy Ilema (née en 1984 à Libreville, Gabon) est une artiste gabonaise tradi-moderne qui fait la promotion de la culture gabonaise.

## Biographie
Ses débuts: dès l’âge de 8 ans, elle fait ses premiers pas dans la chanson à l’église comme choriste. Sa passion pour la musique se développe en 1998 lorsqu’elle accompagne plusieurs artistes et groupes musicaux tels qu’African Soul, Dr Adam’s, Val-R et certains rappeurs de la capitale .

## Discographie

### Singles
- 2007 : Ndjami
- 2017 : Célébrer[2]
- 2020 : Cette voix[3]

## Engagement social
L’artiste Macy consacre une grande partie de son temps et de sa carrière dans les œuvres sociales notamment son engagement auprès des orphelins. Son apport dans de nombreuses caravanes médicales à travers le pays exprime et montre son attachement envers les couches les plus démunies et surtout celles qui ont besoin d’un soutien.
Ayant constaté l'accroissement du taux d'analphabétisme, le désir d'accompagner les jeunes non scolarisés s'est fait sentir chez Macy Ilema a tel point qu'en 2017, elle s'est joint à l'association des gabonais de Lyon pour la matérialisation du projet bibliothèque.
Ledit projet dont l’objectif principal était de renforcer les efforts de scolarisation des apprenants fut mener en collaboration avec les mouvements de jeunesse suivants : l'ONG 9Projets, Lozo avenir et l'ONG ABA.